# Bokura no Eureka
„Bokura no Eureka” (jap. 僕らのユリイカ Bokura no Yuriika) – siódmy singel japońskiego zespołu NMB48, wydany w Japonii 19 czerwca 2013 roku przez laugh out loud records.
Singel został wydany w czterech edycjach: trzech regularnych (Type A, Type B, Type C) oraz „teatralnej” (CD). Osiągnął 1 pozycję w rankingu Oricon i pozostał na liście przez 25 tygodni, sprzedał się w nakładzie 558 892 egzemplarzy. Singel zdobył status podwójnej platynowej płyty.

## Lista utworów
Wszystkie utwory zostały napisane przez Yasushiego Akimoto.

### Type A
| CD | CD                                                                       | CD                  | CD             | CD      |
| Nr | Tytuł utworu                                                             | Kompozycja          | Aranżacja      | Długość |
| -- | ------------------------------------------------------------------------ | ------------------- | -------------- | ------- |
| 1. | „Bokura no Eureka” (jap. 僕らのユリイカ)                                 | Kyō Takada          | Ikuta Machine  | 4:10    |
| 2. | „Todokanasō de todoku mono” (jap. 届かなそうで届くもの)                  | Takamitsu Shimazaki | Hiroshi Sasaki | 3:56    |
| 3. | „Okuba” (jap. 奥歯) (wyk. Shirogumi)                                     | Katsuhiko Yamamoto  | Shimizu Teppei | 5:41    |
| 4. | „Bokura no Eureka” (jap. 僕らのユリイカ) (off vocal ver.)                | Kyō Takada          | Ikuta Machine  | 4:10    |
| 5. | „Todokanasō de todoku mono” (jap. 届かなそうで届くもの) (off vocal ver.) | Takamitsu Shimazaki | Hiroshi Sasaki | 3:56    |
| 6. | „Okuba” (jap. 奥歯) (off vocal ver.)                                     | Katsuhiko Yamamoto  | Shimizu Teppei | 5:41    |

| DVD | DVD | DVD     |
| Nr  | Tytuł utworu | Długość |
| --- | --- | ------- |
| 1.  | „Bokura no Eureka” (jap. 僕らのユリイカ) (Music Video)                                                                                |         |
| 2.  | „Bokura no Eureka” (jap. 僕らのユリイカ) (Music Video Dancing Version)                                                                |         |
| 3.  | „Okuba” (jap. 奥歯) (Music Video) |         |
| 4.  | „Tokuten eizō Kotani Riho vs Tsukitei Hōsei hetare henjō taiketsu (zenpen)” (jap. 特典映像 小谷里歩vs月亭方正 へたれ返上対決（前編）) |         |

### Type B
| CD | CD                                                                       | CD                  | CD                  | CD      |
| Nr | Tytuł utworu                                                             | Kompozycja          | Aranżacja           | Długość |
| -- | ------------------------------------------------------------------------ | ------------------- | ------------------- | ------- |
| 1. | „Bokura no Eureka” (jap. 僕らのユリイカ)                                 | Kyō Takada          | Ikuta Machine       | 4:10    |
| 2. | „Todokanasō de todoku mono” (jap. 届かなそうで届くもの)                  | Takamitsu Shimazaki | Hiroshi Sasaki      | 3:56    |
| 3. | „Yaban na Soft Cream” (jap. 野蛮なソフトクリーム) (wyk. Akagumi)         | Tetsuhisa Yorimitsu | Tetsuhisa Yorimitsu | 4:27    |
| 4. | „Bokura no Eureka” (jap. 僕らのユリイカ) (off vocal ver.)                | Kyō Takada          | Ikuta Machine       | 4:10    |
| 5. | „Todokanasō de todoku mono” (jap. 届かなそうで届くもの) (off vocal ver.) | Takamitsu Shimazaki | Hiroshi Sasaki      | 3:56    |
| 6. | „Yaban na Soft Cream” (jap. 野蛮なソフトクリーム) (off vocal ver.)       | Tetsuhisa Yorimitsu | Tetsuhisa Yorimitsu | 4:27    |

| DVD | DVD | DVD     |
| Nr  | Tytuł utworu | Długość |
| --- | --- | ------- |
| 1.  | „Bokura no Eureka” (jap. 僕らのユリイカ) (Music Video)                                                                               |         |
| 2.  | „Bokura no Eureka” (jap. 僕らのユリイカ) (Music Video Dancing Version)                                                               |         |
| 3.  | „Yaban na Soft Cream” (jap. 野蛮なソフトクリーム) (Music Video)                                                                      |         |
| 4.  | „Tokuten eizō Kotani Riho vs Tsukitei Hōsei hetare henjō taiketsu (kōhen)” (jap. 特典映像 小谷里歩vs月亭方正 へたれ返上対決（後編）) |         |

### Type C
| CD | CD | CD                  | CD             | CD      |
| Nr | Tytuł utworu | Kompozycja          | Aranżacja      | Długość |
| -- | --- | ------------------- | -------------- | ------- |
| 1. | „Bokura no Eureka” (jap. 僕らのユリイカ)                                                                            | Kyō Takada          | Ikuta Machine  | 4:10    |
| 2. | „Todokanasō de todoku mono” (jap. 届かなそうで届くもの)                                                             | Takamitsu Shimazaki | Hiroshi Sasaki | 3:56    |
| 3. | „Hinadan de wa boku no miryoku wa ikinainda” (jap. ひな壇では僕の魅力は生きないんだ) (wyk. Namba Teppōtai Sono San) | Yuki Kimura         | Takeshi Masuda | 3:50    |
| 4. | „Bokura no Eureka” (jap. 僕らのユリイカ) (off vocal ver.)                                                           | Kyō Takada          | Ikuta Machine  | 4:10    |
| 5. | „Todokanasō de todoku mono” (jap. 届かなそうで届くもの) (off vocal ver.)                                            | Takamitsu Shimazaki | Hiroshi Sasaki | 3:56    |
| 6. | „Hinadan de wa boku no miryoku wa ikinainda” (jap. ひな壇では僕の魅力は生きないんだ) (off vocal ver.)               | Yuki Kimura         | Takeshi Masuda | 3:50    |

| DVD | DVD                                                                                                | DVD     |
| Nr  | Tytuł utworu                                                                                       | Długość |
| --- | -------------------------------------------------------------------------------------------------- | ------- |
| 1.  | „Bokura no Eureka” (jap. 僕らのユリイカ) (Music Video)                                             |         |
| 2.  | „Bokura no Eureka” (jap. 僕らのユリイカ) (Music Video Dancing Version)                             |         |
| 3.  | „Hinadan de wa boku no miryoku wa ikinainda” (jap. ひな壇では僕の魅力は生きないんだ) (Music Video) |         |
| 4.  | „NMB feat. Yoshimoto shinkigeki Vol. 6” (jap. NMB feat.吉本新喜劇 Vol.6)                           |         |

### Wer. teatralna
| CD | CD                                                                 | CD                  | CD                  | CD      |
| Nr | Tytuł utworu                                                       | Kompozycja          | Aranżacja           | Długość |
| -- | ------------------------------------------------------------------ | ------------------- | ------------------- | ------- |
| 1. | „Bokura no Eureka” (jap. 僕らのユリイカ)                           | Kyō Takada          | Ikuta Machine       | 4:10    |
| 2. | „Okuba” (jap. 奥歯) (wyk. Shirogumi)                               | Katsuhiko Yamamoto  | Shimizu Teppei      | 5:41    |
| 3. | „Yaban na Soft Cream” (jap. 野蛮なソフトクリーム) (wyk. Akagumi)   | Tetsuhisa Yorimitsu | Tetsuhisa Yorimitsu | 4:27    |
| 4. | „Sayanee” (jap. さや姉)                                            | Hiroshi Sasaki      | Hiroshi Sasaki      | 5:28    |
| 5. | „Bokura no Eureka” (jap. 僕らのユリイカ) (off vocal ver.)          | Kyō Takada          | Ikuta Machine       | 4:10    |
| 6. | „Okuba” (jap. 奥歯) (off vocal ver.)                               | Katsuhiko Yamamoto  | Shimizu Teppei      | 5:41    |
| 7. | „Yaban na Soft Cream” (jap. 野蛮なソフトクリーム) (off vocal ver.) | Tetsuhisa Yorimitsu | Tetsuhisa Yorimitsu | 4:27    |
| 8. | „Sayanee” (jap. さや姉) (off vocal ver.)                           | Hiroshi Sasaki      | Hiroshi Sasaki      | 5:28    |

## Skład zespołu
| „Bokura no Eureka” |
| --- |
| - NMB48 Team N: Mayu Ogasawara, Riho Kotani, Kei Jōnishi, Miru Shiroma, Akari Yoshida, Sayaka Yamamoto (środek) - MB48 Team N / AKB48 Team B: Miori Ichikawa, Miyuki Watanabe - NMB48 Team M: Rena Shimada, Yui Takano, Airi Tanigawa, Nana Yamada, Keira Yogi - NMB48 Team M / AKB48 Team A: Fūko Yagura - NMB48 Team BII: Yūka Katō, Shū Yabushita |

| „Todokanasō de todoku mono” |
| --- |
| - NMB48 Team N: Mayu Ogasawara, Kanako Kadowaki, Haruna Kinoshita, Riho Kotani, Rina Kondō, Kei Jōnishi, Miru Shiroma, Akari Yoshida, Sayaka Yamamoto (środek) - NMB48 Team N / AKB48 Team B: Miyuki Watanabe - NMB48 Team M / AKB48 Team A: Fūko Yagura - NMB48 Team M: Momoka Kinoshita, Nana Yamada - NMB48 Team BII: Yūri Ōta, Rina Kushiro, Shū Yabushita - AKB48 Team A: Yui Yokoyama |

| „Okuba” |
| --- |
| - Team N: Mayu Ogasawara, Rika Kishino, Haruna Kinoshita, Kanako Kadowaki, Yūki Yamaguchi, Sayaka Yamamoto (środek) - Team M: Yuki Azuma, Ayaka Murakami, Natsumi Yamagishi, Nana Yamada - Team BII: Emika Kamieda, Konomi Kusaka |

| „Yaban na Soft Cream” |
| --- |
| - NMB48 Team N: Narumi Koga, Rina Kondō - NMB48 Team N / AKB48 Team B: Miori Ichikawa, Miyuki Watanabe (środek) - NMB48 Team M: Ayaka Okita, Rena Kawakami, Momoka Kinoshita, Mao Mita - NMB48 Team M / AKB48 Team A: Fūko Yagura - NMB48 Team BII: Hazuki Kurokawa, Rikak Kobayashio, Kanako Muro |

| „Hinadan de wa boku no miryoku wa ikinainda” |
| --- |
| - Team N: Miru Shiroma (środek), Aika Nishimura - Team M: Sae Murase, Keira Yogi (środek) - Team BII: Akazawa Hono, Yūri Ōta, Rina Kushiro - Kenkyūsei: Nagisa Shibuya |

| „Sayanee” |
| --- |
| - Team M: Arisa Koyanagi (środek) - Team BII: Akari Ishizuka, Anna Ijiri, Mirei Ueda, Mako Umehara, Saki Kono, Tsubasa Yamauchi - Kenkyūsei: Natsuko Akashi, Yūmi Ishida, Masako Ishihara, Mizuki Uno, Mai Odan, Noa Ogawa, Chihiro Kawakami, Momoka Shimazaki, Riko Takayama, Honoka Terui, Hiromi Nakagawa, Reina Nakano, Rurina Nishizawa, Momoka Hayashi, Chiho Matsuoka, Megumi Matsumura, Arisa Miura, Ayaka Morita, Rina Yamao |

## Notowania
| Lista                             | Pozycja |
| --------------------------------- | ------- |
| Oricon Weekly Singles Chart       | 1       |
| Oricon Yearly Singles Chart       | 9       |
| Billboard Japan Hot 100           | 1       |
| Billboard Japan Top Singles Sales | 1       |